# Noomi Rapace
Hilda Noomi Rapace, tidigare Norén, född 28 december 1979 i Norrbo församling, Hudiksvalls kommun, är en svensk skådespelare. Hon har bland annat uppmärksammats i rollen om Lisbeth Salander i tre filmer efter Stieg Larssons Millennium-svit.

## Biografi
Rapace växte upp i Järna och på Island med sin mor, Nina Norén, skådespelare och regissör och hennes isländske man, Hrafnkell Karlsson. Hon har därför isländska som sitt andra modersmål. Senare  flyttade familjen till Blentarp i Skåne. Fadern, Rogelio de Badajoz Duran, var en romsk cantaor (flamencosångare) bosatt i Sverige fram till sin död 2006. Enligt henne själv lärde hon inte känna fadern förrän vid 15 års ålder och träffade honom sedan bara sporadiskt.
Vid sju års ålder fick hon en statistroll i Hrafn Gunnlaugssons film Korpens skugga (1988) och beslöt sig då för att bli skådespelare. Under gymnasietiden gick hon på Södra Latins teaterlinje och sedan studerade hon vid Skara Skolscen 1998–1999. Därefter var hon engagerad vid Teater Plaza 2000–2001, Orionteatern 2001, Teater Galeasen 2002, Stockholms stadsteater 2003 samt Dramaten. På TV sågs hon först 1996 i TV-serien Tre kronor där hon spelade rollen Lucinda Gonzales. Rapace driver numera sitt eget filmproduktionsbolag Mimi Mec AB.
År 2009 hade filmen Män som hatar kvinnor premiär med Noomi Rapace i en av huvudrollerna (som Lisbeth Salander) och samma roll spelar hon i Flickan som lekte med elden och Luftslottet som sprängdes.
År 2010 tilldelades Rapace en Guldbagge i kategorin Bästa kvinnliga huvudroll för sin insats i Män som hatar kvinnor. Samma år tilldelades hon även Dagens Nyheters kulturpris. År 2011 nominerades hon återigen till en Guldbagge för "Bästa kvinnliga huvudroll" för rollen som Leena i filmen Svinalängorna.
2011 tog Rapace klivet till Hollywood och medverkade i storfilmen Sherlock Holmes: A Game of Shadows mot Robert Downey, Jr. och Jude Law. 2012 hade hon huvudrollen i Ridley Scotts femte film i Alien-serien, Prometheus. Där spelar hon mot bland andra Michael Fassbender, Charlize Theron, Idris Elba och Guy Pearce.

### Privatliv
Noomi Rapace var mellan 2001 och 2011 gift med Ola Rapace och fick 2003 en son med honom. Efternamnet är franska och italienska för rovfågel, och var ett gemensamt initiativ då ingen av parterna bar namnet. Noomi och Ola Rapace uttalar efternamnet på franskt vis, som /ra'pas/. Sedan 2010 bor hon tidvis i London.

## Filmografi

### Filmer
| År   | Filmtitel                          | Roll                                                                           | Noter |
| ---- | ---------------------------------- | ------------------------------------------------------------------------------ | --- |
| 1988 | Korpens skugga                     | Statist                                                                        | |
| 1997 | Sanning eller konsekvens           | Nadja                                                                          | |
| 2001 | Röd jul                            | Kvinna på krog                                                                 | |
| 2003 | En utflykt till månens baksida     | Andrea                                                                         | |
| 2003 | Capricciosa                        | Elvira                                                                         | |
| 2005 | Lovisa och Carl Michael            | Anna Rella                                                                     | |
| 2005 | Toleransens gränser                | Mom                                                                            | |
| 2005 | Blodsbröder                        | Veronica                                                                       | |
| 2006 | Enhälligt beslut                   | Amira                                                                          | |
| 2006 | Du & jag                           | Maja                                                                           | |
| 2006 | Sökarna – Återkomsten              | Enforcer                                                                       | |
| 2007 | Daisy Diamond                      | Anna                                                                           | Bodilpriset för Bästa kvinnliga huvudroll Robertpriset för Bästa kvinnliga huvudroll |
| 2009 | Män som hatar kvinnor              | Lisbeth Salander                                                               | Guldbaggen för Bästa kvinnliga huvudroll Nymphe d’Or för Bästa kvinnliga huvudroll i en TV-miniserie Nymphe d’Or for Best Actress New York Film Critics Online Award for Breakthrough Performer Satellite Award för Bästa kvinnliga huvudroll Empire Award för Bästa kvinnliga huvudroll Nominerad—BAFTA Award för Bästa kvinnliga huvudroll Nominerad—Broadcast Film Critics Association Award för Bästa kvinnliga huvudroll Nominerad—European Film Award för Bästa kvinnliga huvudroll Nominerad—Houston Film Critics Society Award för Bästa kvinnliga huvudroll Nominerad—Las Vegas Film Critics Society Award för Bästa kvinnliga huvudroll Nominerad—London Film Critics Circle Award för Årets kvinnliga skådespelare Nominerad—Saturn Award för Bästa kvinnliga huvudroll Nominerad—St. Louis Gateway Film Critics Association Award för Bästa kvinnliga huvudroll |
| 2009 | Flickan som lekte med elden        | Lisbeth Salander                                                               | |
| 2009 | Luftslottet som sprängdes          | Lisbeth Salander                                                               | |
| 2010 | Svinalängorna                      | Leena                                                                          | São Paulo International Film Festival Award för Bästa kvinnliga huvudroll Nominerad—Guldbaggen för Bästa kvinnliga huvudroll |
| 2011 | Babycall                           | Anna                                                                           | Rome Film Festival för Bästa kvinnliga huvudroll |
| 2011 | Sherlock Holmes: A Game of Shadows | Madame Simza Heron                                                             | Nominerad—Teen Choice Award for Choice Movie Actress: Action |
| 2012 | Prometheus                         | Dr. Elizabeth Shaw                                                             | Nominerad—Teen Choice Award for Best Movie Breakout |
| 2013 | Dead Man Down                      | Beatrice                                                                       | |
| 2013 | Passion                            | Isabelle                                                                       | |
| 2014 | The Drop                           | Nadia                                                                          | |
| 2015 | Child 44                           | Raisa Demidov                                                                  | |
| 2016 | Rupture                            | Renee                                                                          | |
| 2017 | Unlocked                           | Alice Racine                                                                   | |
| 2017 | Alien: Covenant                    | Dr. Elizabeth Shaw                                                             | Cameoroll |
| 2017 | Bright                             | Leilah                                                                         | |
| 2017 | What Happened to Monday?           | Monday, Tuesday, Wednesday, Thursday, Friday, Saturday, Sunday / Karen Settman | |
| 2018 | Stockholm                          | Bianca Lind                                                                    | |
| 2020 | The Secrets We Keep                | Maja                                                                           | |
| 2021 | Lamb                               | Maria                                                                          | |
| 2021 | I onde dagar                       | Lisa                                                                           | |
| 2022 | Svart krabba                       | Caroline Edh                                                                   | |
| 2022 | You Won't Be Alone                 | Bosilka                                                                        | |

### TV-serier
| År        | Titel                     | Roll             | Noter                           |
| --------- | ------------------------- | ---------------- | ------------------------------- |
| 1996–1997 | Tre kronor                | Lucinda Gonzales | 12 episoder                     |
| 2001      | Pusselbitar               | Marika Nilsson   | TV-miniserie                    |
| 2002      | Stora teatern             | Fatima           | TV-miniserie                    |
| 2003      | Tusenbröder               | Hemvårdare       | Episod "Tusenbröder II – Del 5" |
| 2004      | Älskar, älskar och älskar | Nelly            |                                 |
| 2005      | Lovisa och Carl Michael   | Anna Rella       | TV-miniserie                    |
| 2007–2008 | Labyrint                  | Nicky            | 12 episoder                     |
| 2019      | Jack Ryan                 | Harriet Baumann  | 8 episoder                      |
| 2024      | Constellation             | Johanna "Jo"     | 8 episoder                      |

## Teater

### Roller (ej komplett)
| År   | Roll      | Produktion                                                       | Regi            | Teater   |
| ---- | --------- | ---------------------------------------------------------------- | --------------- | -------- |
| 2006 | Cosmogirl | Valerie Jean Solanas ska bli president i Amerika Sara Stridsberg | Klaus Hoffmeyer | Dramaten |
| 2009 | Medea     | Medealand Sara Stridsberg                                        | Ingela Olsson   | Dramaten |